# Гунько Олег Володимирович
Олег Володимирович Гунько — солдат Збройних сил України, учасник російсько-української війни, що загинув у ході російського вторгнення в Україну в 2022 році.

## Життєпис
Олен Гунько народився 15 жовтня 1983 року в Ніжині на Чернігівщині. Працював у складі служби цивільного захисту в рідному місті. З початком повномасштабного російського вторгнення в Українуі вступив до лав Збройних Сил України. Ніс військову службу в складі військової частини А 3160  у м. Ніжин. Загинув 10 березня 2022 року під час російських обстрілів в ході оборони міста. Нагороджений орденом «За мужність» III ступеня (посмертно).

## Ушанування пам'яті
На будівлі гімназії № 17 міста Ніжина, де він навчався, встановлено мемо

## Нагороди
- орден «За мужність» III ступеня (2022, посмертно) — за особисту мужність і самовіддані дії, виявлені у захисті державного суверенітету та територіальної цілісності України, вірність військовій присязі[2]..